# Saehan
Saehan é um conglomerado industrial sul coreano que atua em diversos ramos da economia sobretudo têxtil e mídia.

## Subsidiarias
- SaeHan Information Systems
- SaeHan Media